# عالم ليس لنا (فلم)
عالم ليس لنا هو فيلم وثائقي طويل للمخرج الفلسطيني مهدي فليفل، يصنف بإنه فيلم تاريخي وسيرة ذاتية ودراما وهو مستوحى عن قصة غسان كنفاني. أنتج في عام 2012 في الإمارات العربية المتحدة والدنمارك ولبنان. ترشح لجائزة الأوسكار لأفضل فيلم وثائقي عام 2015.

## قصة الفيلم
يروي الفيلم حال المخيمات الفلسطينية من خلال تسليط الضوء على وضع مخيم عين الحلوة وما يعيشه الفلسطينيون فيه من بؤس منذ نشأة المخيم مروراً بمراحل مختلفة وصولاً لتكوين جيل شاب يسعى للتمرد على هذا الواقع. ويرصد الفيلم بشكلٍ حميمي وطريفٍ حياة ثلاثة أجيال في منفى بعيدًا عن وطنهم، فهم لاجئون بمخيم في جنوبي لبنان. الفيلم مبني على تسجيلات شخصية نادرة وغنية ولقطات حية أثرية للعائلة تتميز بالحميمية، بخلاف نقل العديد من المشاهد التي ترصد الإحباط والنزاع والضياع. الفيلم مليء بالمشاهد الإنسانية التي تصف مشاعر الصداقة والأخوة والعائلة.

## الجوائز
عرض الفيلم في العديد من المهرجانات ومنها مهرجان تورنتو السينمائي الدولي عام 2012، ومهرجان أبو ظبي السينمائي الدولي عام 2012، ومهرجان برلين السينمائي الدولي عام 2013. نال الفيلم استحسان النقاد وحصل على أكثر من 30 جائزة من مختلف المهرجانات العالمية منها:
- جائزة السلام من مهرجان برلين السينمائي الدولي.
- جوائز لجنة التحكيم الكبرى لإدنبرة وياماغاتا.
- لقب أفضل صوت شمالي جديد في Nordisk Panorama
- أفضل فيلم تسجيلي من مهرجان الإسماعيلية السينمائي الدولي عام 2013.